# 残酷ゲーム
残酷ゲーム（ざんこくゲーム）とは流血・殺人等の描写が過激なコンピュータゲームのことを指す。暴力ゲームや残虐ゲームとも呼ばれる。東京都の青少年健全育成条例においては、「電磁的記録媒体に記録されたプログラムを電子計算機等を用いて実行することにより、人に残虐な行為を擬似的に体験させるもの」がこれにあたるとされており、長野県の一部市町村を除く他の自治体においてもほぼ同様の定義がなされている。
内容的に人によっては強い不快感を与える暴力的だったり、もしくは人を殺害することを目的としたり、それらにリアルな映像効果を持たせてある、流血や負傷・死体損壊を扱うといった、現実に行えば倫理面で問題視されるようなグロテスクで凶悪な描写を特徴とする。
ホラー映画やスプラッタといった残酷な描写を前面に出すことで一定のファンを獲得する作品ジャンルがあるが、ゲームでは擬似的にこれを体験することにも繋がるため、「同ジャンルを好むユーザーは歪んでいる」、または「不快感を催させる内容」「プレイヤーに悪影響を与える」として非難する声も見られる（メディア効果論）。
その代表格とされるポスタルシリーズのように、意図的に残虐行為を行わせる一方で、リスキーシフトといった殺人者の心理を体験できるとしてシリアスゲームのように評価された作品『DayZ』もある。

## 類似する他のジャンル
古典ホラーが恐怖心を煽る一方で残酷な描写を避ける手法を取るものも多いが、これをコンピューターゲームに導入してユーザーには強い緊張感を楽しんでもらおうというホラーゲームというジャンルも存在する。これらでは直接的な残酷描写は少なく、叫び声や赤く粘りのある液体が滴る情景を描写し、恐怖心を煽っている。
残酷ゲームとは異なるジャンルのゲームではあるが、中にはこの境界が曖昧なゲームもある。

## レーティング
残酷な描写をセールスポイントとするゲームが一定市場を持つ中で、特に内容的に問題が見られたり、また児童・未成年者はそのような内容に耽溺すべきではないと考える保護者もあり、特にこれらの媒体が再生するまで内容的に分かり難いこともあるため、客観的なレーティング（R指定）を設けて、消費者が内容を判断しやすいよう配慮する動きも見られる。特に見る人に不快感を与えかねない内容に関しては、見る前に判断がつけやすいこれらのレーティングにより、これらの愛好者と内容を不快に思う人が双方、不快感を被らずに住み別けられるようになっている。
日本においては、1980年代に家庭用ゲーム業界でトップに立った任天堂が、自社ゲーム機で発売される全てのゲームソフト内容に厳しいチェックを行い、その内容に注文をつけていたため、残虐性の強い（消費者やその保護者からクレームが来るであろうと予測される）ゲームは発売されることもなく、まず一般市場向けにそのようなソフトウェアが出回ることがなかった。
しかし、ゲームセンターではナムコ（後のバンダイナムコゲームス）の『スプラッターハウス』を始めとする残虐表現を含むゲームも存在した。同ゲームはファミリーコンピュータに移植される際に全面的な改定を行い、残虐色を一切抜いたものであった（コミカルホラー・アクションゲーム）へと作り変えたものが発売された。（詳細はスプラッターハウス わんぱくグラフィティを参照）また、スーパーファミコン版『DOOM』は血の色を緑にして任天堂のチェックを合格した。またアーケードゲームの『サムライスピリッツ』では海外での規制を考慮して、血の色を白に変更できるように最初からプログラムされている。
家庭用ゲーム機と並行してパソコンゲームが発達したアメリカ・ヨーロッパ地域では、主に青少年層や大人向けの市場で、過激な内容のゲームが多く登場した。これらはDOS/Vの普及した1980年代末から1990年代に日本国内でも一定量流通した。なお欧米は日本と比べて子供向けの規制は厳しく大人向けの規制は緩いため、上記の『サムライスピリッツ』の話は子供が遊ぶことを考慮しての話である。
任天堂に代わってソニー・コンピュータエンタテインメント（SCE）が日本のゲーム市場のトップに立ったことにより、国産のゲームでも『バイオハザード』のように「このゲームには暴力シーンやグロテスクな表現が含まれている」旨の警告を記載するゲームが登場するようになった。ただし、この規制は後に任天堂も追随し、任天堂ハードでもそのようなゲームが若干発売され、その後任天堂も自社よりD（17才以上対象）に区分される『斬撃のREGINLEIV』を発売した。
タカラから発売された『チョロＱHG4』では、「このゲームには友情シーンやフレンドリーな表現が含まれています。」というゲームの性格を説明する目的でもじられることもあった。
コンピュータエンターテインメントレーティング機構（CERO）による規定によって、特に残酷な表現のあるゲームは『Z（18才以上のみ対象）』であることを強調するよう、対象年齢をパッケージに明記するとともに、規制の根拠を表すアイコン（コンテンツアイコン）を表記するようになっており、大手の販売店ではその年齢に満たない消費者が購入しないよう・またパッケージが目に入らないよう配慮している（店舗によっては「Z（18才以上のみ対象）」のソフト自体を取り扱わない方針を取っているところもある）。
末端でレーティング実施を徹底させる動きもあり、2005年末に発売されたXbox 360をはじめとして、2006年クリスマス商戦に投入されたWiiには「ペアレンタルコントロール」と呼ばれる本体ハードウェア自体に年齢レーティング機能が設けられており、親が設定したレーティングを超える内容のゲームは起動できないようになっている。これは同ゲーム機向けにも暴力的ないし残酷な内容のゲームのリリースすることを前提とした動きともいえるが、この機能を使うことで少なくともそのゲーム機で児童が親の目の届かないところで親が与えたくない内容のゲームで遊ぶことを阻止することが可能である。

### 非商用ゲーム
これとは別の話として、フリーウェアやシェアウェアの形で、コンピュータネットワークを介して流布される、アマチュアが作成した、内容的に問題の見られるゲームも存在する。これらでは、大量殺人を目論んだテロや、または猟奇犯罪者を題材とし、擬似的に犯行を行うという内容で、被害者やその遺族の神経を逆なでするものとして、問題視されている。これらは不謹慎ゲームとも呼ばれている。
このようなゲームでは作者が匿名であり、製作者（著作権者）の特定が困難なことや、複製やアップロードが容易なため、それらの愛好者がどれ程あるかは不明だが、実際に被害者も出ている事件を題材とする・ゲーム中の被害者の増加を目的とするため、これに不快感を抱く層も見られる。
過去には日本の地下鉄サリン事件や米国のユナボマー、または1993年の世界貿易センター爆破事件の際に、パソコン通信・インターネットのアンダーグラウンド・サイトでこれを題材とした内容のゲームが流布されている。ただプログラム的に非常に不完全な・もしくは内容的にゲームともいえないようなできの悪いものも多く、程度の低いジョークプログラムの一種とも目されている。

## 関連する事象
これらのゲームは、ゲーム内容が反社会的であったり、または教育上好ましくないとして様々な関連事象を発生させている。

### ゲームと事件
ゲームと現実の事件が関連付けられて問題視された事例もある。
米コロンバイン高校銃乱射事件（1999年）がそれで、同事件では犯人の少年らは綿密な計画を練り、爆発物を使ってパニックを誘発させ、建物から飛び出してきた生徒を正面から銃撃する計画を立て、爆弾は不発だったものの銃を乱射して多数の死傷者を出した。最終的に少年らは銃を口にくわえて発砲・自殺している。
同事件では当初よりこれによく似た状況を扱った『ポスタル』というゲームとの類似性が疑われている。同ゲームでは民家を攻撃すると住民が飛び出してくるという内容や、主人公がコートを着ているという点、また「自殺」というコマンドが用意されており、これを実行するとゲーム主人公がやはり銃をくわえて自殺するなど、事件内容と酷似する描写が見られる。
これらの類似点から、同ゲームにより価値観をゆがめた少年らが犯行に及んだと推測した市民団体や世論もあって、同ゲームは全米で店頭販売禁止となった。また、オーストラリア・ニュージーランドなどのOFLC加入国でも発売禁止処分となった。
なお同事件の発生要因に関しては、同ゲームを含むコンピュータゲームとの因果関係は解明されていない。単純に銃社会問題と関連付けたものから、加害者少年らの多感な時期に見られる攻撃性の暴走や「学業不振による抑圧・海兵隊から不合格通知を受け取ったこと」による挫折感・脳障害や性格異常の可能性といった様々な要素ないし可能性が指摘されている（ただし薬物中毒の可能性及び抗うつ薬使用に対する副作用に関しては、事件後の検査で否定された）。中には、マリリン・マンソンの曲との関連性まで取り沙汰されている。（詳細についてはコロンバイン高校銃乱射事件または『ボウリング・フォー・コロンバイン』の項を参照）

### 規制問題
これらのゲームはその性質上、消費者によっては不快感を催させるため、業界団体などではレーティングを設けるなどの自主規制を敷いている場合も多いが、その一方で公的な規制に対しては表現の自由などに絡んで反発も見られる。
日本では有害図書指定やゲーム脳論を支持する教育者などの動きもあり、児童への販売も厳に規制されているが、米国では州法等で児童（18歳未満）への販売・貸し出し規制を設けようという動きも見られる（→成人向けゲーム）。これは前出の少年らによる事件との関連性を懸念しての動きではあるが、法案では児童に残酷ゲームなどの規制すべきと見なされたゲームソフトを販売した場合に、販売店側に数百ドルの罰金を科すものとされた。しかしこれが表現の自由に絡んで違憲性の問題を招き、規制法制定に絡んで係争を招いている。
この問題に関して、2003年にワシントン州やミズーリ州セントルイス郡で、2005年にはミシガン州とイリノイ州・カリフォルニア州で規制法が制定ないし制定される予定であったが、米業界団体のエンターテインメントソフトウェアレイティング委員会（ESRB）が「言論の自由を制限するおそれがある」として違憲訴訟を起こし、これに勝訴している。その後、2011年6月27日に、合衆国最高裁判所は、ブラウン対エンターテインメント商業協会事件で、カリフォルニア州の法律は「合衆国憲法が保障する表現の自由を侵害している」とし、違憲判決を下した。
残酷ゲームの規制法に関しては、米連邦レベルでの制定も上院議員のヒラリー・クリントンを中心とした議員団体により進められているが、施行は困難と見られている。
日本では業界団体であるCEROが2005年7月にレーティングに基く販売自主規制を行うとし、販売店にも協力を求めるという発表を行っている。これは自主規制であるため強制力は無いが、販売店側からも95％の賛同が得られていると発表している。